# Meyer & Berenberg

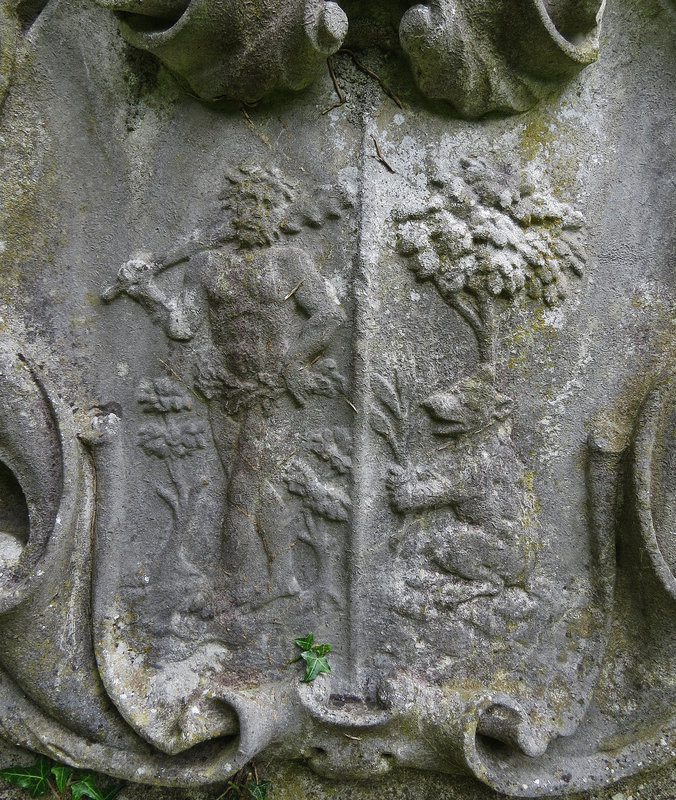
Braços de Sir Peter Meyer (à esquerda) e da família Berenberg (à direita) no túmulo de Sir Peter e sua esposa Sarah Anna Berenberg em Totteridge, Londres, 1727

A Meyer & Berenberg era uma empresa comercial de Londres ativa no comércio das Índias Ocidentais no final do século XVII e início do século XVIII. Foi fundada no final do século XVII por Sir Peter Meyer, um comerciante de Londres e natural de Hamburgo que se tornou um cidadão inglês, e membros da família Berenberg, que originalmente pertenciam à colônia de comerciantes holandeses de Hamburgo e que também se tornaram cidadãos ingleses. . Foi uma das maiores empresas de comércio internacional (importação e exportação) de Londres da época. Não deve ser confundido com o Berenberg Bank, fundado pelo ramo principal da mesma família.
A empresa possuía plantações em Barbados; Peter Meyer também era acionista de uma refinaria de açúcar em Londres.